# 1942 a filmművészetben

## Események
- január 12. – Az USA amerikai filmgyártást ellenőrző albizottságát feloszlatják.
- január – Egy kormányrendelet alapján Olaszországban csak olyan filmet lehet kitüntetésre javasolni, melynek producere rendelkezik a Népi Kultúra Minisztériumától kapott munkaengedéllyel.
- április 9. – Párizsban megnyitják a Bolsevizmus Európában című kiállítást. A megnyitó alkalmával bemutatják Jean Morel és Jacques Channes rendezők, a Vichy-kormány megbízásából készült Franciák gyorsan felejtettek című filmet. Ez Adolf Hitlert Európa felszabadítójaként ünnepli, síkra száll a német-francia együttműködés mellett.
- június – Washingtonban megnyílik az Office of War Information (OWI), a háborús erőfeszítéseket a filmszektor területén koordináló szervezet. Az OWI mint önálló filmproducer 1,25 millió dollár felett gazdálkodik. E szervezet finanszírozza többek között Frank Capra Ezért harcolunk című dokumentumfilm-sorozatát.
- július – Az amerikai filmipar háborús fontosságú iparággá emelkedik, így a filmgyártó cégek könnyen elérik a filmesek katonai szolgálat alóli felmentését.
- augusztus 31. Darryl F. Zanuck amerikai filmproducer átmenetileg lemond a 20th Century Fox elnökhelyettesi tisztségéről, hogy jelentkezhessen a hadseregbe, nemsokára azonban mégis visszatér a munkájához.
- Az USA filmipara kb. 50 millió dollár forgalmat csinál a United Artists nélkül. Ezzel nyereségét 1940-hez viszonyítva 250%-kal megnöveli.
- Az USA-ban a hetente eladott mozijegyek száma 80 millió dollár körül stabilizálódik.

## Külföldi filmek

### Sikerfilmek

#### Észak-Amerika
- Mrs. Miniver – rendező William Wyler
- Reap the Wild Wind – rendező Cecil B. DeMille
- Yankee Doodle Dandy – rendező Kertész Mihály
- The Road to Morocco – rendező David Butler
- Holiday Inn – rendező Mark Sandrich

### Filmbemutatók
- Cat People – rendező Jacques Tourneur
- Commandos Strike at Dawn – rendező John Farrow
- Der Fuehrer's Face, Donald kacsa Oscar-díjas rövidfilmje – rendező Jack Kinney
- Gentleman Jim – rendező Raoul Walsh
- The Magnificent Ambersons – rendező Orson Welles
- The Man Who Came to Dinner – rendező William Keighley
- Went the Day Well? – rendező Alberto Cavalcanti
- Casablanca – rendező Kertész Mihály
- Csitri (The Major and the Minor) – rendező Billy Wilder
- A sátán követei (Les visiteurs du soir) – rendező Marcel Carné
- Az acélt megedzik (Kak zakaljalasz sztal) – rendező Mark Donszkoj
- Úti kaland (Quattro passi fra le nuvole) – rendező Alessandro Blasetti

### Rövidfilm sorozatok
- Our Gang (1922–1944)
- The Three Stooges (1935–1959)

### Rajzfilm sorozatok
- Mickey egér (1928–1953)
- Looney Tunes (1930–1969)
- Terrytoons (1930–1964)
- Merrie Melodies (1931–1969)
- Scrappy (1931–1941)
- Popeye, a tengerész (1933–1957)
- Color Rhapsodies (1934–1949)
- Donald kacsa (1937–1956)
- Walter Lantz Cartunes (1938–1942)
- Goofy (1939–1955)
- Andy Panda (1939–1949)
- Tom and Jerry (MGM) (1940–1958)
- Woody Woodpecker (1941–1949)
- Swing Symphonies (1941–1945)
- The Fox and the Crow (1941–1950)

## Díjak, fesztiválok

### Oscar-díj
A díjat február 26-án adták át.
- Film: Hová lettél, drága völgyünk?
- Rendező: John Ford – Hová lettél drága völgyünk?
- Férfi főszereplő: Gary Cooper – York őrmester
- Női főszereplő: Joan Fontaine – Gyanakvó szerelem

## Születések
- január 3. – John Thaw, színész († 2002)
- január 8. – Yvette Mimieux, színésznő
- január 14. – Stig Engström, színész
- január 15. – Charo, énekes, színész
- január 19. – Michael Crawford, énekes, színész
- február 13. – Peter Tork, színész
- március 20. – Kristóf Tibor, színész
- március 27. – Michael York, színész
- március 28. – Mike Newell, angol filmrendező
- április 23. – Sandra Dee, színésznő
- május 5. – Marc Alaimo, színész
- május 3. – Bujtor István, színész
- június 4. – Béres Ilona, színésznő
- június 5. – Almási Éva, színésznő
- július 1. – Geneviève Bujold, francia-kanadai színésznő
- július 13. – Harrison Ford, színész, producer
- október 7. – Halász Judit, színész, énekes
- október 22. – John Broderick, producer, rendező, színész
- november 2. – Stefanie Powers, színésznő
- november 17. – Martin Scorsese, rendező

## Halálozások
- január 16. – Carole Lombard, színésznő
- május 29. – John Barrymore, színész
- november 5. – George M. Cohan, színész, dalszövegíró